# Coppa Italia Dilettanti 1993-1994
La Coppa Italia Dilettanti 1993-1994 è stata la 28ª edizione di questa competizione calcistica italiana. È stata disputata con la formula dell'eliminazione diretta ed è stata vinta dal Varese.
Dopo l'entrata in vigore della Legge n. 91 del 23 marzo 1981 che ha abolito il calcio semiprofessionistico, le squadre del Campionato Nazionale Dilettanti (5º livello nazionale, primo dilettantistico) partecipano a questa coppa, assieme a quelle di Eccellenza (1º livello regionale, 6º nazionale). Il torneo viene diviso in due "binari" per le due categorie con assegnazione delle rispettive Coppe Italia. Le due vincitrici si affrontano poi per l'assegnazione della Coppa Italia Dilettanti.
L'edizione, come detto sopra, è stata vinta dal Varese, che superò in finale il Civitavecchia; le finaliste sconfitte delle due coppe furono Tolentino (C.N.D.) e Alcamo (Eccellenza).

## Formula
Le squadre delle due categorie (Campionato Nazionale Dilettanti 1993-1994 ed Eccellenza 1993-1994) disputano due coppe diverse con assegnazione delle rispettive Coppe Italia di settore. Le due vincenti si affrontano poi nella finale per la Coppa Italia Dilettanti.

## Partecipanti
Alla finale giungono le vincitrici della fase C.N.D. e della fase Eccellenza.
| Torneo          | Squadra       | Città (provincia)  | Posizione in campionato    |
| --------------- | ------------- | ------------------ | -------------------------- |
| fase C.N.D.     | Varese        | Varese             | 1º nel girone B del C.N.D. |
| fase Eccellenza | Civitavecchia | Civitavecchia (RM) | 1º nel girone A del Lazio  |

### Il cammino delle finaliste
```
Fase C.N.D.

PRIMO TURNO:

Gallaratese
-
Varese
            0-1

Varese
-
Abbiategrasso
          3-0

SECONDO TURNO:

Varese
-
Verbania
               2-0

Saronno
-
Varese
                
0-0

TERZO TURNO:

Bra
-
Varese
                    1-1

Varese
-
Corsico
                2-1

SEMIFINALI:

Varese
-
Gubbio
                 0-0
Capriolo-
Varese
               0-2

FINALE

Varese
-
Tolentino
              1-0 0-0
```

```
Fase regionale Lazio

PRIMO TURNO:

Allumiere-
Civitavecchia
        0-1

Civitavecchia
-Monteromano      5-0

SEDICESIMI:

Civitavecchia
-Olimpica         1-0 2-0

OTTAVI:

Civitavecchia
-
Pro Cisterna
     2-0 2-0

QUARTI:

Civitavecchia
-Nuova Itri       6-0 2-0

SEMIFINALI:

Civitavecchia
-
Cassino
          1-0 3-0

FINALE

Civitavecchia
-
Ceccano
          3-0
```

```
Fase nazionale

OTTAVI:

Civitavecchia
-Melito           3-0 0-1

QUARTI:

Impruneta Tavarnuzze-
Imola
     2-2 0-2

SEMIFINALI:

Santa Lucia
-
Civitavecchia
      0-1 0-1

FINALE

Alcamo
-
Civitavecchia
           0-0 0-2
```

## Finale
| Arbitro: | Roselli (Torino) |

| |            | |
| Bolis 10’ Seveso 45’ Musolino 110’ Prelli 118’                                                               | Marcatori  | 22’ Piciollo 40’ Benedetti |
| Righi Bollini Milani Macchi Brambilla Modica (99' Prelli) Criscuoli Gheller Bolis Seveso (50' Musolino) Riva | Formazioni | Lucchetti (63' Lattanzi) Baldolini Gallo Caputo Quadrana Marcaccini Rocchetti (93' Carbone) Liucci Piciollo Pernarella Benedetti |
| Belluzzo | Allenatori | Fronti |